# Everberg
Everberg es una sección de la comuna de Kortenberg en el Brabante Flamenco.
- Datos: Q2309565
- Multimedia: Everberg / Q2309565

1. ↑  Worldpostalcodes.org, código postal n.º 3078.